# Saint-Georges-le-Gaultier
Saint-Georges-le-Gaultier és un municipi francès situat al departament del Sarthe i a la regió de País del Loira. L'any 2007 tenia 561 habitants.

## Demografia

### Població
El 2007 la població de fet de Saint-Georges-le-Gaultier era de 561 persones. Hi havia 238 famílies de les quals 68 eren unipersonals (40 homes vivint sols i 28 dones vivint soles), 85 parelles sense fills, 81 parelles amb fills i 4 famílies monoparentals amb fills.
La població ha evolucionat segons el següent gràfic:
Habitants censats

### Habitatges
El 2007 hi havia 330 habitatges, 240 eren l'habitatge principal de la família, 32 eren segones residències i 58 estaven desocupats. 324 eren cases i 5 eren apartaments. Dels 240 habitatges principals, 182 estaven ocupats pels seus propietaris, 52 estaven llogats i ocupats pels llogaters i 5 estaven cedits a títol gratuït; 3 tenien una cambra, 18 en tenien dues, 55 en tenien tres, 59 en tenien quatre i 104 en tenien cinc o més. 185 habitatges disposaven pel capbaix d'una plaça de pàrquing. A 106 habitatges hi havia un automòbil i a 106 n'hi havia dos o més.

### Piràmide de població
La piràmide de població per edats i sexe el 2009 era:
| Homes | Edats   | Dones |
| ----- | ------- | ----- |
| 0     | 95 o +  | 0     |
| 0     | 90 a 94 | 0     |
| 4     | 85 a 89 | 16    |
| 4     | 80 a 84 | 0     |
| 20    | 75 a 79 | 12    |
| 12    | 70 a 74 | 20    |
| 8     | 65 a 69 | 24    |
| 28    | 60 a 64 | 24    |
| 8     | 55 a 59 | 12    |
| 24    | 50 a 54 | 20    |
| 36    | 45 a 49 | 24    |
| 12    | 40 a 44 | 16    |
| 20    | 35 a 39 | 12    |
| 4     | 30 a 34 | 8     |
| 20    | 25 a 29 | 12    |
| 20    | 20 a 24 | 12    |
| 20    | 15 a 19 | 8     |
| 16    | 10 a 14 | 8     |
| 12    | 5 a 9   | 8     |
| 4     | 0 a 4   | 4     |

## Economia
El 2007 la població en edat de treballar era de 323 persones, 247 eren actives i 76 eren inactives. De les 247 persones actives 225 estaven ocupades (133 homes i 92 dones) i 22 estaven aturades (5 homes i 17 dones). De les 76 persones inactives 33 estaven jubilades, 17 estaven estudiant i 26 estaven classificades com a «altres inactius».

### Ingressos
El 2009 a Saint-Georges-le-Gaultier hi havia 239 unitats fiscals que integraven 547 persones, la mediana anual d'ingressos fiscals per persona era de 14.622 €.

### Activitats econòmiques
Dels 14 establiments que hi havia el 2007, 1 era d'una empresa alimentària, 3 d'empreses de construcció, 3 d'empreses de comerç i reparació d'automòbils, 2 d'empreses de serveis, 2 d'entitats de l'administració pública i 3 d'empreses classificades com a «altres activitats de serveis».
Dels 6 establiments de servei als particulars que hi havia el 2009, 1 era un taller de reparació d'automòbils i de material agrícola, 2 fusteries, 1 lampisteria i 2 perruqueries.
Dels 2 establiments comercials que hi havia el 2009, 1 era una botiga de menys de 120 m² i 1 una fleca.
L'any 2000 a Saint-Georges-le-Gaultier hi havia 36 explotacions agrícoles que ocupaven un total de 2.324 hectàrees.

## Equipaments sanitaris i escolars
El 2009 hi havia una escola elemental.

## Poblacions més properes
El següent diagrama mostra les poblacions més properes.